# Melsomvik
Melsomvik este o localitate din comuna Stokke, provincia Vestfold, Norvegia, cu o suprafață de 1,09 km² și o populație de 1.727 locuitori (2013).